# Pont de les Caixetes (Ulldecona)
El pont de les Caixetes és un pont d'Ulldecona (Montsià) inclòs a l'Inventari del Patrimoni Arquitectònic de Catalunya.

## Descripció
Pont sobre el riu Sénia de dues arcades de mig punt fetes amb base de carreus de pedra i volta de maons.